# Hôtel Radisson Blu (Mali)
Pour les articles homonymes, voir Radisson (homonymie).
L'hôtel Radisson Blu est un hôtel du Mali situé à Bamako, la capitale, et appartenant à la chaîne d'établissements hôteliers de luxe Radisson Blu.

## Histoire
Le 20 novembre 2015, il fait l'objet d'une attaque armée de la part de terroristes islamistes liés à Al-Qaïda au Maghreb islamique et à Al-Mourabitoune.
Au moins 170 otages sont retenus dans le bâtiment encerclé par les forces de sécurité, notamment de la gendarmerie, de la MINUSMA et de l'opération Barkhane. 
Le bilan est de 21 morts dont deux terroristes.